# Leonid Leonidowitsch Obolenski (Diplomat)
Leonid Leonidowitsch Obolenski (russisch Леонид Леонидович Оболенский; * 1873; † 1930)  war ein sowjetischer Diplomat.

## Leben
Obolenski  studierte an der juristischen Fakultät der Universität Sankt Petersburg Rechtswissenschaften. Er schloss sich den Bolschewiki an und wurde Mitglied der Kommunistischen Partei der Sowjetunion. 1920 war er Mitglied der sowjetischen Verhandlungsgruppe für den Frieden von Riga. Vom 16. Oktober 1923 bis 4. Oktober 1924 war Obolenski sowjetischer Gesandter in Polen. Im Jahr 1930 wurde er für acht Monate Museumsdirektor der Eremitage. In seiner Direktorenzeit und der seines Nachfolgers Boris Legran wurden verschiedene Gemälde der Eremitage in das Ausland verkauft.
Obolenski war verheiratet. Sein Sohn war der russische Schauspieler Leonid Obolenski (1902–1991).

## Quelle
- Mein Leben, meine Epoche – Rückblende, Die Memoiren von Nadeschda Joffe, Seite 37/38